# Conferenza delle regioni e delle province autonome
La Conferenza delle regioni e delle province autonome (inizialmente denominata Conferenza dei presidenti delle regioni e delle province autonome) è un organismo permanente di coordinamento politico e di collaborazione tra le regioni e le province autonome di Trento e Bolzano, fondato a Pomezia con l'atto costitutivo del 16 gennaio 1981 e istituzionalizzato il 30 settembre 2023 con l'entrata in vigore dell'intesa di Monza del 6 dicembre 2022.

## Storia

### Nascita ed evoluzione
Le priorità che hanno portato alla nascita della Conferenza sono:
- il miglioramento del collegamento e del confronto con lo Stato attraverso l'elaborazione di documenti condivisi da tutto il "sistema dei Governi regionali";
- l'instaurazione di un confronto permanente interregionale per favorire il diffondersi delle "migliori pratiche";
- la necessità di rappresentare all'esterno e nelle relazioni istituzionali il "sistema dei Governi regionali" in modo costante;
- sottolineare il ruolo dell'ente Regione nella costruzione dell'Unione europea.

La Conferenza ha visto accrescere il proprio ruolo con l'istituzione della Conferenza permanente per i rapporti tra lo Stato, le regioni e le province autonome (1983) e della Conferenza unificata, sede congiunta della Conferenza Stato-regioni e della Conferenza Stato-città ed autonomie locali (1997). Da allora la Conferenza dei presidenti delle regioni e delle province autonome è la sede abituale dell'interlocuzione istituzionale interregionale; in questa sede, infatti, sono predisposti i documenti da presentare nelle riunioni della Conferenza Stato-regioni e della Conferenza unificata.

### L'istituzionalizzazione
Il 6 dicembre 2022 a Monza, in occasione della prima edizione del festival L'Italia delle Regioni, è stata firmata da tutti i presidenti l'intesa interregionale che costituisce e individua ufficialmente la Conferenza quale organo comune delle regioni, da ratificare con legge regionale conformemente all'articolo 117, comma 8, della Costituzione italiana.
L'intesa ha acquisito efficacia il 30 settembre 2023, alla data di entrata in vigore dell'ultima legge di ratifica.

## Presidenti
| Nº | Presidente | Presidente | Presidente                       | Regione               | Inizio mandato   | Fine mandato     | Partito                                     |
| -- | ---------- | ---------- | -------------------------------- | --------------------- | ---------------- | ---------------- | ------------------------------------------- |
| 1  |            |            | Lanfranco Turci (1940)           | Emilia-Romagna        | 16 gennaio 1981  | aprile 1981      | Partito Comunista Italiano                  |
| 2  |            |            | Antonio Comelli (1920-1988)      | Friuli-Venezia Giulia | maggio 1981      | luglio 1981      | Democrazia Cristiana                        |
| 3  |            |            | Giulio Santarelli (1935)         | Lazio                 | settembre 1981   | dicembre 1982    | Partito Socialista Italiano                 |
| 4  |            |            | Giuseppe Guzzetti (1934)         | Lombardia             | gennaio 1982     | aprile 1982      | Democrazia Cristiana                        |
| 5  |            |            | Emidio Massi (1922-2016)         | Marche                | maggio 1982      | luglio 1982      | Partito Socialista Italiano                 |
| 6  |            |            | Ezio Enrietti (1936-2020)        | Piemonte              | settembre 1982   | gennaio 1983     | Partito Socialista Italiano                 |
| 7  |            |            | Nicola Quarta (1927-2020)        | Puglia                | marzo 1983       | aprile 1983      | Democrazia Cristiana                        |
| 8  |            |            | Angelo Rojch (1935)              | Sardegna              | luglio 1983      | dicembre 1983    | Democrazia Cristiana                        |
| 9  |            |            | Rinaldo Magnani (1930-2006)      | Liguria               | gennaio 1984     | giugno 1984      | Partito Socialista Italiano                 |
| 10 |            |            | Gianfranco Bartolini (1927-1992) | Toscana               | luglio 1984      | gennaio 1985     | Partito Comunista Italiano                  |
| 11 |            |            | Carlo Bernini (1936-2011)        | Veneto                | gennaio 1985     | aprile 1986      | Democrazia Cristiana                        |
| 12 |            |            | Germano Marri (1932)             | Umbria                | aprile 1986      | novembre 1986    | Partito Comunista Italiano                  |
| 13 |            |            | Rino Nicolosi (1942-1998)        | Sicilia               | gennaio 1987     | novembre 1987    | Democrazia Cristiana                        |
| 14 |            |            | Gianni Bazzanella (1940)         | Trentino-Alto Adige   | dicembre 1987    | ottobre 1988     | Democrazia Cristiana                        |
| 15 |            |            | Augusto Rollandin (1949)         | Valle d'Aosta         | gennaio 1989     | marzo 1990       | Union Valdôtaine                            |
| 16 |            |            | Gianni Bondaz (1936)             | Valle d'Aosta         | settembre 1990   | ottobre 1990     | Democrazia Cristiana                        |
| 17 |            |            | Adriano Biasutti (1941-2010)     | Friuli-Venezia Giulia | novembre 1990    | dicembre 1991    | Democrazia Cristiana                        |
| 18 |            |            | Vinicio Turello (1930-2013)      | Friuli-Venezia Giulia | gennaio 1992     | giugno 1992      | Democrazia Cristiana                        |
| 19 |            |            | Enrico Santoro (1932)            | Molise                | giugno 1992      | luglio 1992      | Democrazia Cristiana                        |
| 20 |            |            | Luigi Di Bartolomeo (1943-2022)  | Molise                | settembre 1992   | gennaio 1993     | Democrazia Cristiana                        |
| 21 |            |            | Ferdinando Clemente (1925-2004)  | Campania              | gennaio 1993     | marzo 1993       | Democrazia Cristiana                        |
| 22 |            |            | Giovanni Grasso (1940-1999)      | Campania              | aprile 1993      | giugno 1993      | Democrazia Cristiana                        |
| 23 |            |            | Vincenzo Del Colle (1938)        | Abruzzo               | luglio 1993      | dicembre 1993    | Democrazia Cristiana                        |
| 24 |            |            | Guido Rhodio (1935-2023)         | Calabria              | gennaio 1994     | luglio 1994      | Democrazia Cristiana                        |
| 25 |            |            | Antonio Boccia (1944)            | Basilicata            | luglio 1994      | 1º gennaio 1995  | Partito Popolare Italiano                   |
| 26 |            |            | Pier Luigi Bersani (1951)        | Emilia-Romagna        | 1º gennaio 1995  | 1º luglio 1995   | Partito Democratico della Sinistra          |
| 27 |            |            | Alessandra Guerra (1963)         | Friuli-Venezia Giulia | 2 luglio 1995    | 23 maggio 1996   | Lega Nord                                   |
| 28 |            |            | Piero Badaloni (1946)            | Lazio                 | 23 maggio 1996   | 16 aprile 2000   | Indipendente di centro-sinistra             |
| 29 |            |            | Enzo Ghigo (1953)                | Piemonte              | 23 maggio 2000   | 13 maggio 2005   | Forza Italia                                |
| 30 |            |            | Vasco Errani (1955)              | Emilia-Romagna        | 13 maggio 2005   | 31 luglio 2014   | Democratici di Sinistra Partito Democratico |
| 31 |            |            | Sergio Chiamparino (1948)        | Piemonte              | 31 luglio 2014   | 17 dicembre 2015 | Partito Democratico                         |
| 32 |            |            | Stefano Bonaccini (1967)         | Emilia-Romagna        | 17 dicembre 2015 | 9 aprile 2021    | Partito Democratico                         |
| 33 |            |            | Massimiliano Fedriga (1980)      | Friuli-Venezia Giulia | 9 aprile 2021    | in carica        | Lega per Salvini Premier                    |

## Vicepresidenti
| Vicepresidente    | Vicepresidente | Vicepresidente                 | Regione        | Inizio mandato   | Fine mandato     | Partito                              | Presidente           |
| ----------------- | -------------- | ------------------------------ | -------------- | ---------------- | ---------------- | ------------------------------------ | -------------------- |
|                   |                | Vasco Errani (1955)            | Emilia-Romagna | 23 maggio 2000   | 12 dicembre 2002 | Democratici di Sinistra              | Enzo Ghigo           |
|                   |                | Angelo Michele Iorio (1948)    | Molise         | 12 dicembre 2002 | 18 marzo 2013    | Forza Italia Il Popolo della Libertà | Enzo Ghigo           |
| Vasco Errani      |                | Angelo Michele Iorio (1948)    | Molise         | 12 dicembre 2002 | 18 marzo 2013    | Forza Italia Il Popolo della Libertà |                      |
|                   |                | Paolo Di Laura Frattura (1962) | Molise         | 18 marzo 2013    | 31 luglio 2014   | Partito Democratico                  |                      |
|                   |                | Stefano Caldoro (1960)         | Campania       | 31 luglio 2014   | 30 luglio 2015   | Forza Italia                         | Sergio Chiamparino   |
|                   |                | Giovanni Toti (1968)           | Liguria        | 30 luglio 2015   | 9 aprile 2021    | Forza Italia Cambiamo!               | Sergio Chiamparino   |
| Stefano Bonaccini |                | Giovanni Toti (1968)           | Liguria        | 30 luglio 2015   | 9 aprile 2021    | Forza Italia Cambiamo!               |                      |
|                   |                | Michele Emiliano (1959)        | Puglia         | 9 aprile 2021    | in carica        | Indipendente di centro-sinistra      | Massimiliano Fedriga |